# Václavovice
Václavovice (německy Wenzlowitz, polsky Więcłowice, Wacławowice, Więcesławice) jsou obec v okrese Ostrava-město v Moravskoslezském kraji (do 31. prosince 2006 náležela okresu Frýdek-Místek), v blízkosti měst Ostrava, Havířov a Frýdek-Místek. Žije zde přibližně 2 100 obyvatel. Obec je členem svazku obcí Region Slezská brána od roku 1999, a je tak jedním z nejstarších členů svazku.

## Název
Název obce se postupem času vyvíjel a jako první zmínka v Registru Wyasdense jsou Václavovice uvedeny pod (patrně zkomoleným) názvem Wenceslaowitz. Později v 15. století se obec uváděla jako Vaclavice, v 17. století pak jako Wienclowice či Wentzlowitz. Na mapě Jonáše Nigriniho z roku 1724 můžeme obec nalézt pod jménem Wencslowice. Za dob Rakouska-Uherska se obec jmenovala česky Venclovice a rakousky Wentzlowitz. Výnosem ministerstva vnitra č. 25.790 byla obec dne 26. října 1920 přejmenována na Václavovice u Frýdku, přičemž přídomek "u Frýdku" postupně vymizel.

## Historie
Obecně se má za to, že Václavovice mají kořeny už na počátku 14. století. Nejčastěji se uvádí rok 1302, ovšem existují dohady ohledně přesného roku. Problém souvisí s tím, že první písemná zmínka o obci se nachází v soupisu vesnic na Těšínsku povinných odvádět desátky vratislavskému biskupství. Soupis se nazývá Liber fundationis episcopatus Vratislaviensis a je rozdělen na 5 základních rejstříků podle míst, v nichž působily biskupské hospodářské dvory, které sloužily zároveň jako střediska pro vybírání těchto církevních dávek. Václavovice se nacházejí v rejstříku C, nazvaném Registrum Wyasdense nebo Rejstřík újezdský, pojmenovaném podle polského města Ujazd.
Ovšem pouze jediný z pěti rejstříků obsahuje jméno zpracovatele a rok vyhotovení, a to Rejstřík lehnický, historiky označovaný písmenem D. U něj je doslova uvedeno "Compilatum est presens registrum per Albertum anno Domini 1305." ("Tento rejstřík byl sestaven Albertem léta Páně 1305."). Bohužel tento letopočet se fakticky vztahuje pouze na dobu, kdy byla vytvořena převážná část Lehnického rejstříku, ovšem v literatuře se stal často používaným vročením celého souboru Liber fundationis.
Rukopis vznikl na sklonku 15. století a jeho obsah zřetelně prozrazuje, že převážný díl jeho záznamů pochází z dřívější doby, zhruba z přelomu 
13. a 14. století. Ve svém jádře je tedy opisem starší, avšak v dnešní době již nedochované písemnosti. Lze předpokládat, že po pořízení opisu byl originál písemnosti zničen, jelikož se čtenářům z 15. století obtížně četl. O obtížnosti četby při přepisu rukopisu svědčí i některá zkomolená místní jména.
Historik Jaroslav Bakala datuje část Registru Wyasdense mezi léta 1303 až 1306. Historik Milan Pastrňák, autor pamětní knihy o Václavovicích, se odvolává na kronikářské záznamy z roku 1931, v nichž je skutečně uveden rok 1302, tehdy běžně používaná datace Registru Wyasdense, která vycházela z úvahy, že Registr nechal sepsat biskup Jindřich I. z Vrbna v době svého nástupu na biskupský stolec.

## Obyvatelstvo
| Rok            | 1869 | 1880  | 1890  | 1900  | 1910  | 1921  | 1930  | 1950  | 1961  | 1970  | 1980  | 1991  | 2001  | 2011  | 2021  |
| -------------- | ---- | ----- | ----- | ----- | ----- | ----- | ----- | ----- | ----- | ----- | ----- | ----- | ----- | ----- | ----- |
| Počet obyvatel | 966  | 1 052 | 1 128 | 1 223 | 1 250 | 1 253 | 1 353 | 1 297 | 1 429 | 1 399 | 1 422 | 1 475 | 1 492 | 1 860 | 2 026 |
| Počet domů     | 149  | 151   | 145   | 157   | 163   | 162   | 219   | 271   | 315   | 335   | 350   | 404   | 445   | 578   | 660   |

## Obecní správa

### Obecní symboly
Znak a vlajka byly obci uděleny rozhodnutím předsedy Poslanecké sněmovny Parlamentu České republiky dne 8. října 2001. Dříve byl používán jiný znak, který byl příliš složitý a zastaralý.
Znakem obce je zlaté slunce nad dvěma zkříženými prohnutými obilnými klasy v modrém štítě.
Praporem obce je pak list s poměrem šířky k délce 2:3 se žlutou krokví vycházející z druhé čtvrtiny horního a dolního okraje a s vrcholem na vlajícím okraji a se žlutým sluncem bez tváře s šestnácti střídavě rovnými a zvlněnými paprsky v žerďové polovině listu, to vše v modrém poli.

## Pamětihodnosti
- filiální kostel svatého Václava (postavený v letech 1998–2001)
- kaple
- zvonice
- Václavovice – pískovna